# قائمة جسور في الولايات المتحدة الأمريكية

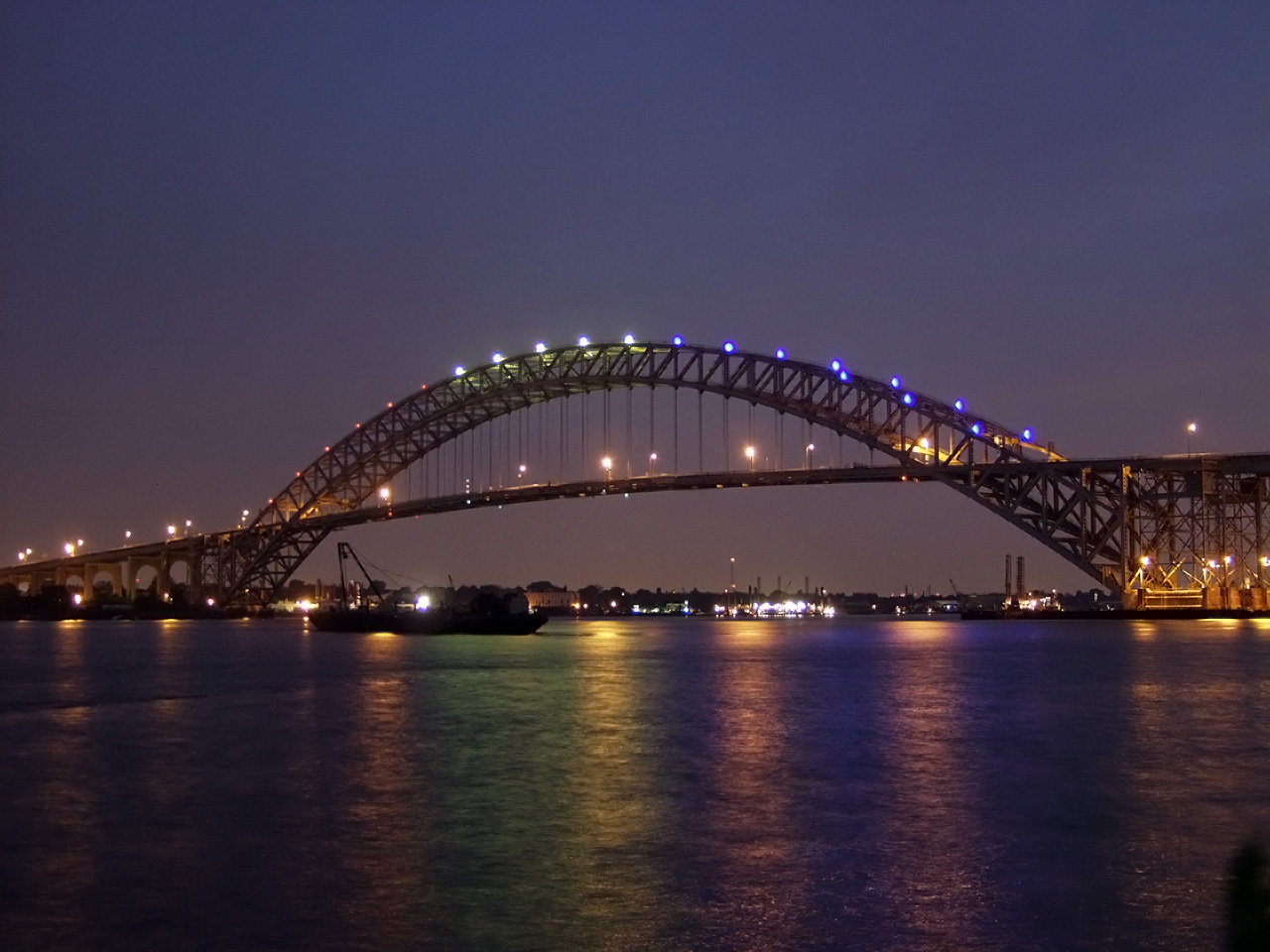
جسر بايون

الجسر أو القنطرة (ج القناطر) هو مُنشأ يُستخدم للعبور من مكان إلى آخر بينهما عائق.

## قائمة الجسور الولايات المتحدة الأمريكية
تحتوي هذه القائمة على أسماء الجسور في الولايات المتحدة الأمريكية.
- تشين أوف روكس
- جسر أرثر رانفيل جونيور
- جسر أنتيوك
- جسر الكيبل
- جسر المزولة
- جسر بايون
- جسر بنيسيا-مارتينز
- جسر تالمادج التذكاري
- جسر جون كينيدي التذكاري
- جسر خليج جيسبيك
- جسر داميس بوينت
- جسر دمبارتن (كاليفورنيا)
- جسر ريتشموند-سان رافاييل
- جسر سان ماتيو-هايوارد
- جسر كورونادو
- جسر مايك أوكالاهان-بات تيلمان التذكاري
- جسر نيو رفر جورج
- جسور خليج سان فرانسيسكو
- جسر البوابة الذهبية
- جسر رويبلنغ المعلق
- جسر سان فرانسيسكو-أوكلاند
- جسر رويال جورج
- جسر ريو غراندي جورج
- جسر بروكلين
- جسر كوينزبورو
- جسر منهاتن
- جسر أرورا
- جسر أمباسادور
- جسر جورج واشنطن
- جسر ديلاوير التذكاري
- جسر كاركينز
- جسر ماكيناك
- جسر غاندي
- ممشى غراند كانيون
- جسر بيدويل بار